# 岡谷かおり
岡谷 かおり（おかたに かおり、1971年1月6日 - ）は、 和歌山県生まれの日本の作曲家・ピアニスト。

## 略歴
幼少の頃から音楽教育を受け、13歳で小松一彦指揮の関西フィルハーモニー管弦楽団でソロ・ピアニストとしてデビュー。その後、音楽理論に興味を持ち、和声学・対位法・楽曲分析等を学び、神戸女学院大学で作曲を専攻し卒業する。在学中から強く望んだパリに留学し、エコールノルマル音楽院で平義久に作曲を（彼の死の年まで10年もの）長期間に渡り師事し、同時に指揮・管弦楽法・ピアノ伴奏法の勉強も始めた。このほか、パリ音楽院にも籍を置き音楽の研鑚に務めた。現在、作曲家兼ピアニストとして故郷で活躍し、神戸女学院大学非常勤講師。
彼女の作品はアンサンブルによって、パリを始め、バルセローナ、ダブリン、アムステルダム、ボローニャ、宝塚、和歌山、アメリカなどで演奏され、U.F.A.M.のピアノコンクールや作曲のベオグラードのジュネス・ミュージカル、パリのフルート、サクソンDTKV、ローマのヴァレンティーノ・ブッキ国際作曲コンクールなど、多くの内外の受賞歴に恵まれた。なおその作品はフランスやドイツで現代音楽の教育の為に使われることが多い。

## 作風
オーソドックスな性格と半前衛的なものとの融合に近い。ハープ・ソロのための「祈祷」に見られる新しいものを開拓しようとする姿勢､その一方で、三重奏のための「点と線」の音の重ねかたに見られる､現代の同僚と膝を交えようとする姿勢の大きな2つの傾向がある。彼女の現在までの代表作はフルートオーケストラの為の『小さな遊び』で、今までになかったような音響を、楽器の奏法よりも、むしろ作品の構造によって表現・発見しようとする強い意志が見られる｡ピアノ独奏の為の「クリスタル」は自作自演のレパートリーとされている。2005年2月に帰国後は、日本の関西で現代音楽専門のピアニストとしても精力的に活動している。